# Шепетовский ремонтный завод
Шепетовский ремонтный завод (укр. Шепетівський ремонтний завод) — государственное предприятие военно-промышленного комплекса Украины, основным направлением деятельности которого является ремонт систем ракетно-артиллерийского вооружения.

## История

### 1941—1991
Предприятие было создано 26 июня 1941 года в Новочеркасске как фронтовой артиллерийский склад.
В ходе Великой Отечественной войны склад обеспечивал вооружением и боеприпасами войска Юго-Западного, Сталинградского, Южного и 4-го Украинского фронтов.
В августе 1945 года склад стал окружной артиллерийской базой Прикарпатского военного округа в городе Каменец-Подольский Хмельницкой области.
В декабре 1946 года база была передислоцирована в Шепетовку.

### После 1991

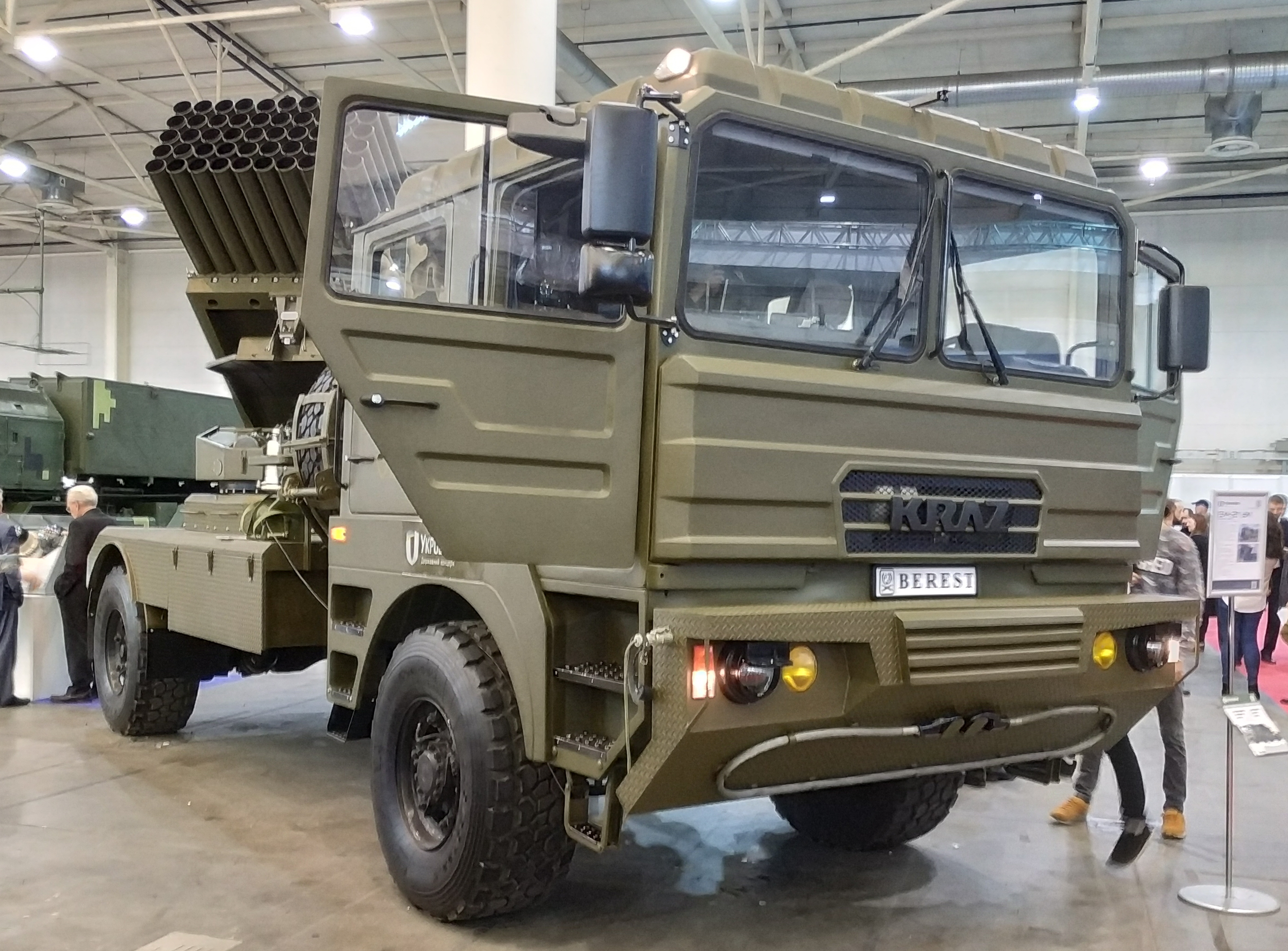
БМ-21УМ на выставке «Зброя та безпека-2018»

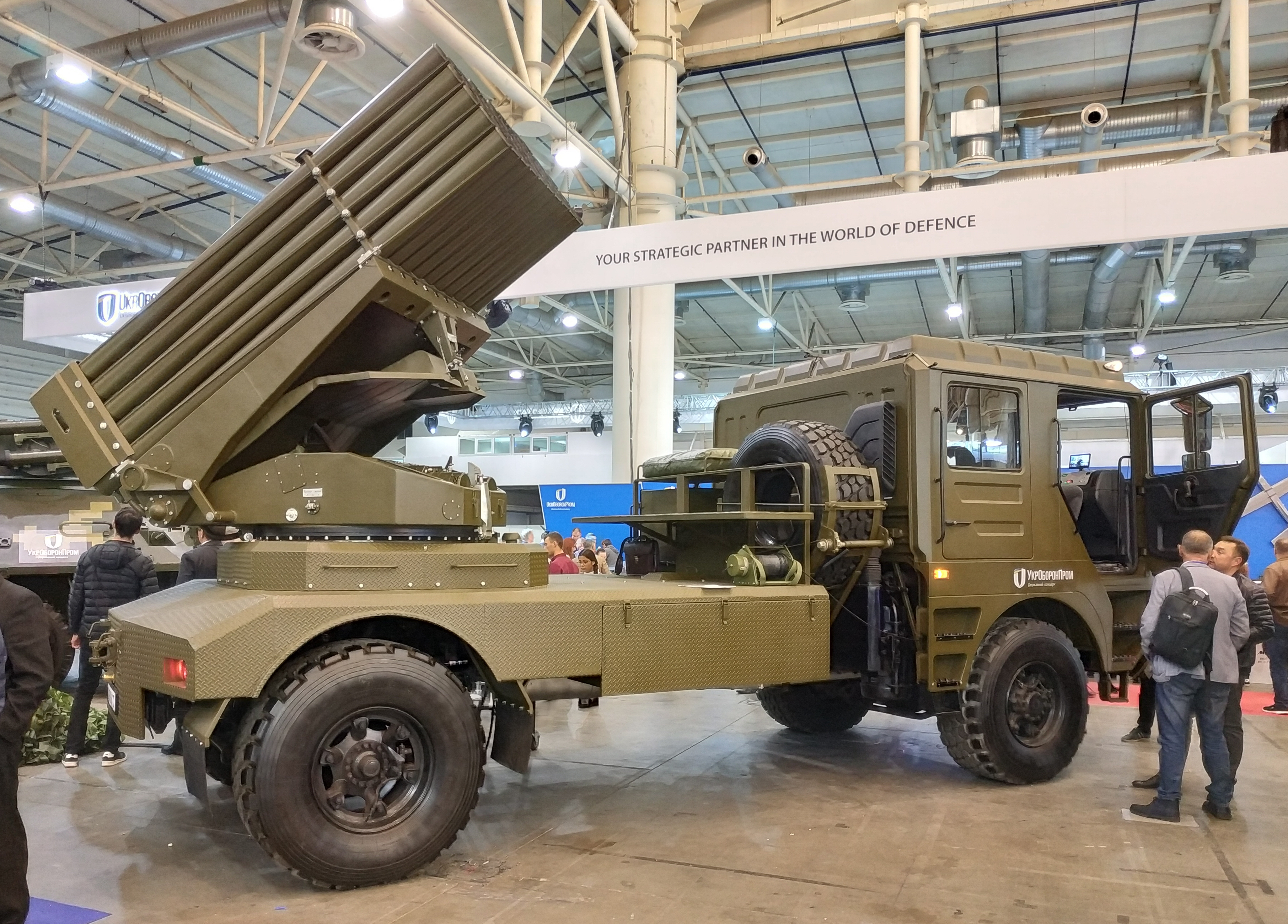
БМ-21УМ на выставке «Зброя та безпека-2018»

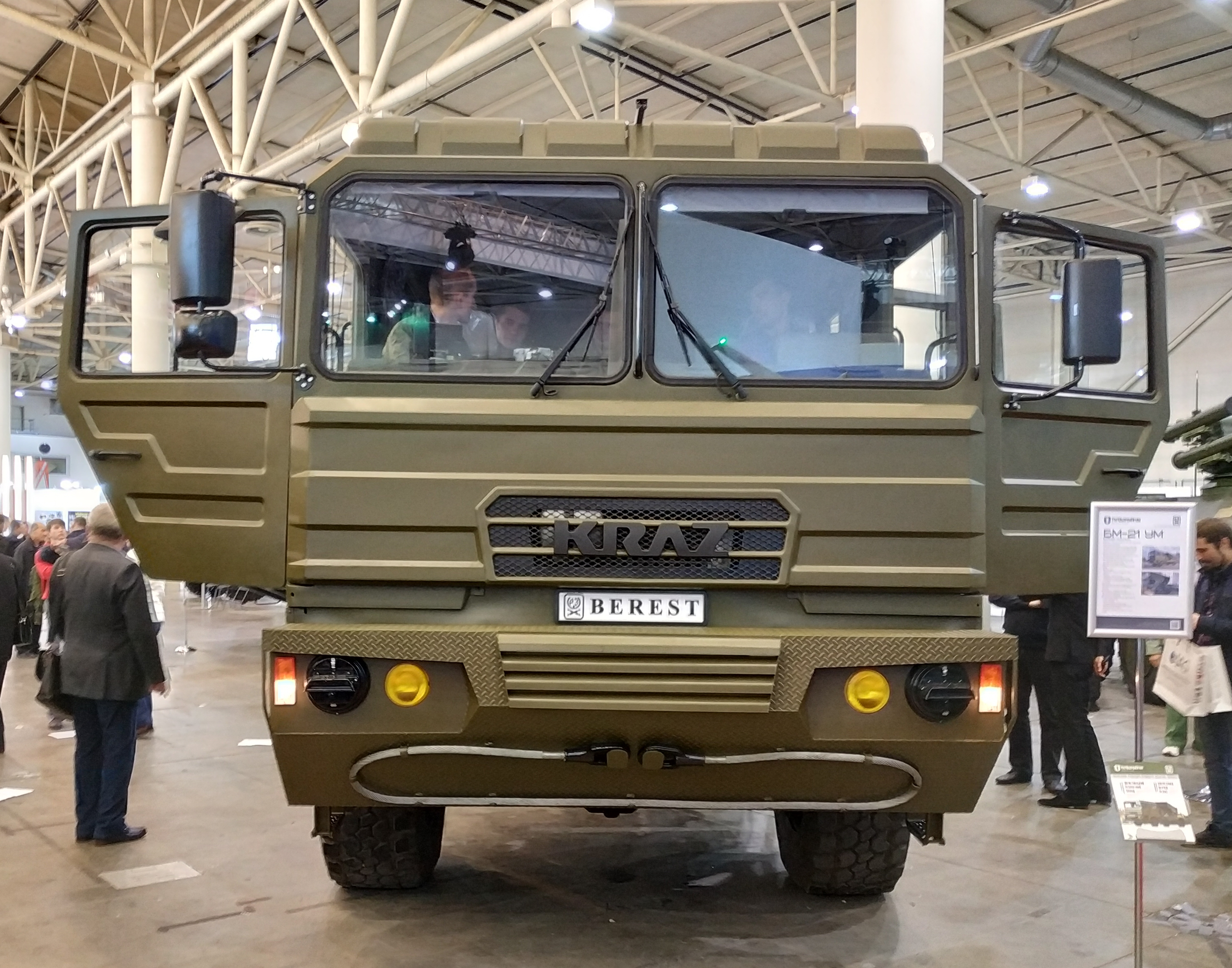
БМ-21УМ на выставке «Зброя та безпека-2018»

После провозглашения независимости Украины, 369-й центральный ремонтный завод вооружения министерства обороны СССР был передан в подчинение министерству обороны Украины, после чего получил новое наименование: «Шепетовский ремонтный завод» (в/ч А-2394). В 1990-е годы положение завода осложнилось, в связи с сокращением государственного заказа производственные мощности предприятия были частично перепрофилированы на выпуск продукции гражданского назначения.
В августе 1997 года завод был включён в перечень предприятий, имеющих стратегическое значение для экономики и безопасности Украины.
В апреле 2003 года завод получил право продажи на внутреннем рынке страны избыточного военного имущества вооружённых сил Украины, предназначенного для утилизации.
26 июля 2006 года Кабинет министров Украины преобразовал завод в государственное коммерческое предприятие.
В 2008 году завод имел возможность:
- производить: ракеты 5Я23, 20Д, 5В27; макеты боевых машин 2С1, 2С3М, БМ-21, 9П140[2]
- модернизировать: автоматизированные системы управления 5К78, 5Д91, радиолокационных станций 5Н84А[2]
- осуществлять капитальный ремонт: пусковых установок ракетных комплексов 9П113, пусковых установок зенитных комплексов 2П24, вспомогательного оснащения зенитных ракетных комплексов (грунтовых телег 2ТЗМ, транспортных машин 9Т222, 9Т227, 9Т229 и 9Т452, обмывочно-нейтрализационных машин 8Т311, компрессорных станций УКС-400); радиолокационной техники (радиовысотомеров 1РЛ119, 1РЛ130 и их модификаций, переносных станций наземной разведки 1РЛ126, 1РЛ133); средств управления войсками (машин 1В15, 1В16, 1В18, 1В19, 1В110, 1В111); реактивных систем залпового огня БМ-21 и 9П140, самоходных артиллерийских установок (2С1, 2С3, 2С5 и их модификаций); буксируемой артиллерии (85-мм дивизионных пушек Д-44, 100-мм противотанковых пушек Т-12, 100-мм противотанковых пушек МТ-12, 122-мм гаубиц Д-30, 130-мм орудий М-46, 152-мм пушек, 152-мм пушек-гаубиц Д-20); стрелкового оружия (автоматов Калашникова, карабинов СКС, снайперских винтовок СВД, противотанковых гранатомётов РПГ всех модификаций); приборов наблюдения (биноклей Б6, Б8, БИ8, Б12, Б15); прицелов типа 1П3-3, МПМ-44, ОП-4М, ПАГ-17, ПГО-7В, ПСО-1, ПГ-1, ПГ-2, ПО-1М; визиров ВОП и ВОП-7А; буссолей ПАБ-2 и их модификаций; дальномеров ДС-1М, ДС-09; ночных прицелов АПН-5-40, АПН-6-40, НСП-2, НСП-3, НСП-4, ПП-1-1, ППН-3, 1ПН22М2, БПК-1-42, БПК-2-42; квантовых приборов 1Д5, 1Д8, 1Д11; артиллерийских гирокомпасов 1Г5, 1Г17, 1Г19, 1Г25; танковых стабилизаторов СТП-1, 2Э15М, 2Э28М2, 2Э28(М), 2Э42; топопривязчиков ГАЗ-66Т и УАЗ-452Т; подвижных радиокомплексов ПРП-3; агрегатов питания типа АД-30-Т/230-400[2]
- оказывать услуги военно-технического назначения: осуществлять оценку технического состояния вооружения и военной техники; осуществлять ремонт, обновление и техническое обслуживание вооружения и военной техники; готовить специалистов по ремонту и техническому обслуживанию вооружения и военной техники[2]

Весной 2009 года завод освоил модернизацию БМ-21 «Град» до уровня «Бастион-01» (в дальнейшем, завод освоил модернизацию БМ-21 «Град» до уровня «Бастион-02» и модернизацию установки 9К57 до уровня «Бастион-03»).
После создания в декабре 2010 года государственного концерна «Укроборонпром» завод вошёл в состав концерна.
В январе 2011 года завод передал в 27-й Сумский полк реактивной артиллерии 8 отремонтированных установок РСЗО «Ураган» и 7 отремонтированных транспортно-заряжающих машин к ним.
В 2013—2014 годах завод в инициативном порядке разработал и изготовил несколько образцов станков для пулемётов, и начал работы по изготовлению опытного образца спаренной зенитной установки на базе тягача МТ-ЛБ.
В январе 2014 года завод передал в 27-й Сумский полк реактивной артиллерии две отремонтированные транспортно-заряжающие машины 9Т452.
С начала марта 2014 года завод был привлечен к выполнению военного заказа, после начала боевых действий на востоке Украины из сотрудников предприятия были сформированы шесть выездных ремонтных бригад, которые начали ремонт вооружения и техники вооружённых сил Украины.
Как сообщил в интервью директор завода Олег Туринский, к июню 2014 заводом было освоено проведение капитального ремонта 126 образцов ракетно-артиллерийского вооружения, из которых по 36 видам продукции «Шепетовский ремонтный завод» являлся монополистом.
В июне 2014 завод начал работы по капитальному ремонту ракетно-артиллерийского вооружения для вооружённых сил Украины (общая сумма средств, выделенных в начале июня 2014 года заводу министерством обороны Украины на ремонт реактивных систем залпового огня БМ-21 «Град», подвижных разведывательных пунктов ПРП-4 и самоходных орудий 2С3 «Акация» составила 36,6 млн гривен).
С начала года до 17 июля 2014 завод отремонтировал и восстановил для вооружённых сил Украины 125 единиц вооружения и начал ремонт ещё 65 единиц вооружения (общая стоимость выполненных заводом ремонтно-восстановительных работ составила 6 млн гривен).
В конце октября — начале ноября 2014 от министерства обороны Украины завод получил ещё 1,35 млн гривен на капитальный ремонт шести 122-мм гаубиц Д-30, пятнадцати 120-мм полковых миномётов обр. 1938 года, четырёх зенитных установок ЗУ-23-2 и шести пусковых установок.
Кроме того, в ноябре 2014 завод начал ремонт нескольких снятых с хранения 203-мм самоходных орудий 2С7 «Пион» (5 января 2015 года два орудия 2С7 были переданы в войска).
В первой половине декабря 2014 от министерства обороны Украины заводу выделили ещё 11,94 млн гривен на выполнение ремонта 82-мм миномётов 2Б9, 120-мм миномётов 2Б11, 122-мм самоходных гаубиц 2С1 «Гвоздика», 152-мм самоходных гаубиц 2С3(М) «Акация», боевых машин БМ-21 «Град», машин командира батареи 1В14(М) и передвижных командных пунктов ПРП-4.
В марте 2015 года министерство обороны Украины выделило заводу ещё 71,77 млн гривен на выполнение капитального ремонта самоходных орудий 2С7(М) «Пион», боевых машин реактивной артиллерии 9П140 «Ураган», транспортно-заряжающих машин 9Т452 и машин управления огнём артиллерии 1В12(М).
В 2015 году общая стоимость выпущенной заводом продукции и произведённых работ составила свыше 248 млн гривен.
С начала боевых действий на востоке Украины весной 2014 года до 23 июня 2016 года завод обновил и отремонтировал 926 единиц ракетно-артиллерийского вооружения (224 из которых были восстановлены и обновлены в полевых условиях силами выездных бригад), а также изготовил и поставил в войска 500 комплектов запасных частей и комплектующих.
4 июля 2017 года завод завершил ремонт и передал в войска партию самоходных артиллерийских установок 2С3 «Акация» и 2С1 «Гвоздика».
В январе 2018 года завод представил первую артиллерийскую часть РСЗО БМ-21 «Град», изготовленную из украинских комплектующих.
8 октября 2018 года завод представил демонстрационный образец БМ-21УМ «Берест» (50-ствольная 122-мм РСЗО на шасси КрАЗ-5401HE).
22 октября 2018 года завод передал в войска партию отремонтированных РСЗО «Ураган».
В декабре 2018 года на заводе был реконструирован один из производственных цехов.
20 февраля 2019 года было объявлено о намерении освоить на заводе в 2019 году серийное производство РСЗО «Верба» на шасси КрАЗ-6322.
19 ноября 2020 года завод представил демонстрационный образец РСЗО «Буревій» (артиллерийская часть 220-мм РСЗО «Ураган» на шасси четырёхосного полноприводного грузовика Tatra Т815-7Т3RC1 чешского производства с четырёхдверной кабиной).